# مايكل بينا
مايكل بينا (بالإنجليزية: Michael Peña)‏ هو ممثل أمريكي من مواليد 13 يناير 1976

. هو معروف بأدواره في تصادم (2004) والقناص (2007) ونهاية المناوبة (2012) وفرقة العصابات (2013) واحتيال أمريكي (2013) وغضب (2014)الرجل النملة(2015) وتشيبس (2017).

## أفلامه
| سنة  | عنوان                | ملاحظات                                                                                   |
| ---- | -------------------- | ----------------------------------------------------------------------------------------- |
| 2000 | رحل في ستين ثانية    |                                                                                           |
| 2004 | تصادم                | حصل على ترشح — جوائز غوثام                                                                |
| 2004 | فتاة المليون دولار   |                                                                                           |
| 2006 | بابل                 |                                                                                           |
| 2006 | مركز التجارة العالمي |                                                                                           |
| 2007 | القناص               |                                                                                           |
| 2007 | أسود وحملان          |                                                                                           |
| 2011 | معركة لوس أنجلوس     |                                                                                           |
| 2011 | محامي اللينكولن      |                                                                                           |
| 2011 | 30 دقيقة أو أقل      |                                                                                           |
| 2011 | سرقة برج             |                                                                                           |
| 2012 | نهاية المناوبة       | ترشح —جائزة الروح المستقلة لأفضل ممثل مساعد ترشح—جوائز إم تي في للأفلام لأفضل ممثل لاتيني |
| 2013 | فرقة العصابات        |                                                                                           |
| 2013 | توربو                | صوت                                                                                       |
| 2013 | احتيال أمريكي        | فاز—جائزة نقابة ممثلي الشاشة                                                              |
| 2014 | غضب                  |                                                                                           |
| 2015 | الرجل النملة         |                                                                                           |
| 2015 | عطلة                 |                                                                                           |
| 2015 | المريخي              |                                                                                           |
| 2018 | إنقراض               |                                                                                           |
| 2018 | تجعد في وقت          |                                                                                           |

## روابط خارجية
- مايكل بينا على موقع IMDb (الإنجليزية)
- مايكل بينا على موقع روتن توميتوز (الإنجليزية)
- مايكل بينا على موقع قاعدة بيانات الأفلام العربية
- مايكل بينا على موقع ألو سيني (الفرنسية)
- مايكل بينا على موقع تيرنر كلاسيك موفيز (الإنجليزية)
- مايكل بينا على موقع أول موفي (الإنجليزية)
- مايكل بينا على موقع بوكس أوفيس موجو (الإنجليزية)
- مايكل بينا على موقع قاعدة بيانات الأفلام السويدية (السويدية)
- مايكل بينا على موقع إن إن دي بي (الإنجليزية)
- مايكل بينا على موقع ديسكوغز (الإنجليزية)